# Quando il cielo ci fa segno
Quando il cielo ci fa segno è un saggio dello scrittore e giornalista italiano Vittorio Messori. 

## Contenuto
L'autore racconta i segni soprannaturali che ha ritenuto presenti nella sua vita, ci invita a riconoscerli anche nella nostra, e auspica una maggiore attenzione della Chiesa di oggi alle tematiche legate al Soprannaturale, prioritarie rispetto alle pur necessarie iniziative di carattere sociale.
Tra i numerosi segni riportati nel libro, oltre alla telefonata, citata anche in altre opere, che ha avuto un suo peso nella conversione dell'autore, c'è anche un sogno illuminante legato al beato Francesco Faà di Bruno, che avrebbe scelto come tramite un'ignara colf; è presente inoltre Padre Pio, nell'insolita veste di postino; e ancora viene narrato un intervento dell'angelo custode, che sarebbe intervenuto nella trasmissione "Porta a porta", risolvendo una discussione tra Messori e Piergiorgio Odifreddi.

## Edizioni
- Vittorio Messori, Quando il cielo ci fa segno, Arnoldo Mondadori Editore, 2018,  p. 143, ISBN 978-88-047-00-784.